# Oldsmobile Curved Dash
De Oldsmobile Curved Dash is een wagen van het Amerikaanse automerk Oldsmobile. Het was de eerste wagen die in massaproductie ging.
Het succes van de Curved Dash valt te danken aan het feit dat toen in 1901 brand uitbrak in de fabriek van Oldsmobile het de enige wagen was die intact bleef om in productie te gaan.
De Curved Dash was in productie van 1901 tot en met 1907, wat resulteerde in een totaal van om en bij de 19.000 geproduceerde exemplaren. In deze periode werd de wagen onder vier namen op de markt gebracht:
- "Model R" (1901-1903)
- "Model 6C" (1904)
- "Model B" (1905-1906)
- "Model F" (1907)

## Afbeeldingen

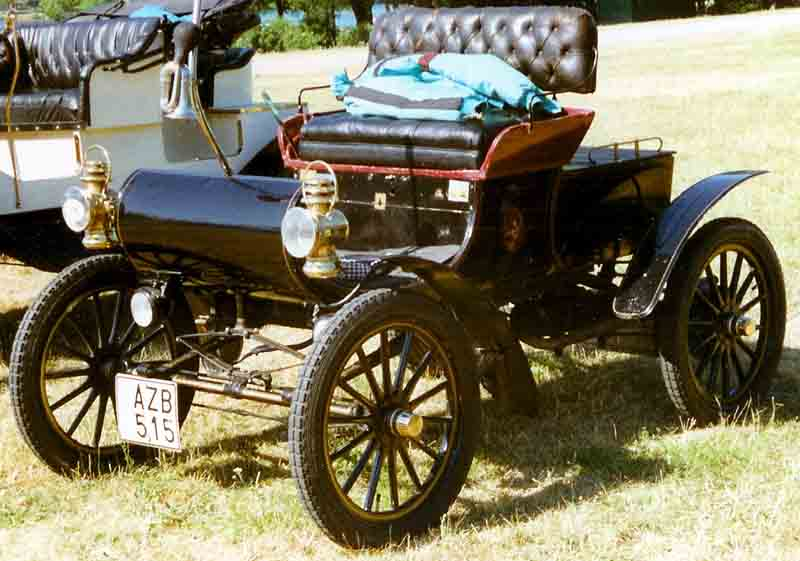
Model R
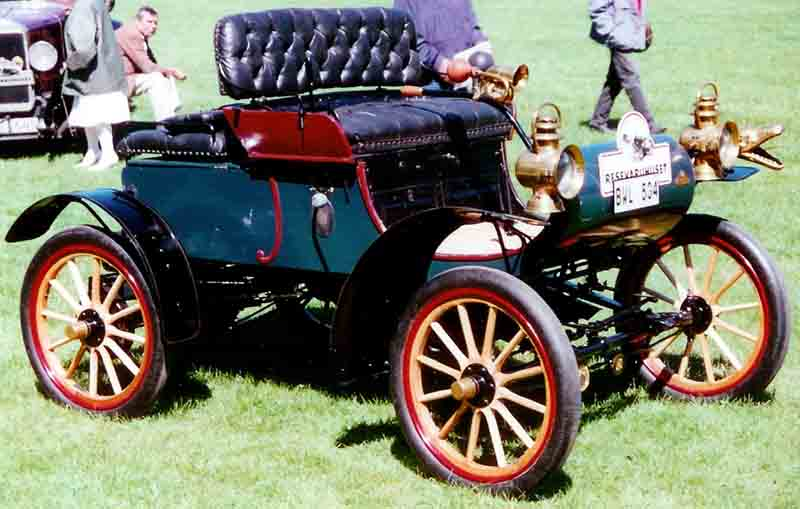
Model 6C
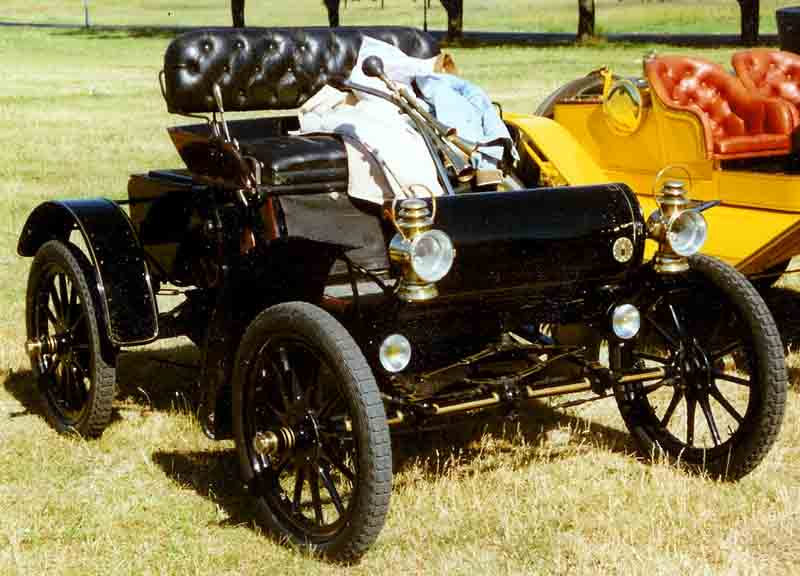
Model B

Recente modellen:
Achieva ·
Alero ·
Aurora ·
Bravada ·
Custom Cruiser ·
Cutlass ·
Cutlass Calais ·
Cutlass Ciera ·
Cutlass Supreme ·
Firenza ·
Intrigue ·
Series 90 ·
Silhouette ·
Toronado
Historische modellen na de Tweede Wereldoorlog:
98 ·
442 ·
F-85 ·
Series 70 ·
Starfire ·
Vista Cruiser
Historische modellen voor de Tweede Wereldoorlog:
40 ·
53 ·
Curved Dash ·
Limited Touring ·
Series 60